# Feestartikel
Een feestartikel is een item dat doorgaans wordt gebruikt om feestelijke gelegenheden op te fleuren. In de meeste gevallen zijn deze artikelen goedkoop en bedoeld voor eenmalig gebruik, waardoor kwaliteit niet zozeer belangrijk is. 

## Feestwinkels
In Nederland waren in 2015 ongeveer 500 feestwinkels, in 2020 waren dat er 777. Traditioneel bevonden veel van deze winkels zich in het zuiden van Nederland, terwijl de groei nu over het hele land wordt gezien. Een van de oorzaken van deze groei is het groeiende aanbod van themaconcerten, waardoor niet alleen rond Carnaval behoefte aan feestartikelen is. Daarbij is ook het aantal webwinkels met feestartikelen gestegen van 68 in 2015 naar 193 in 2020. Toch is er ook concurrentie, vooral van buitenlandse webwinkels.

## Voorbeelden
- serpentine
- ballonnen
- stinkbom
- klapsigaar
- verkleedartikelen
- rolfluit